# اچ‌ام‌اس پرنس آو ولز (۵۳)

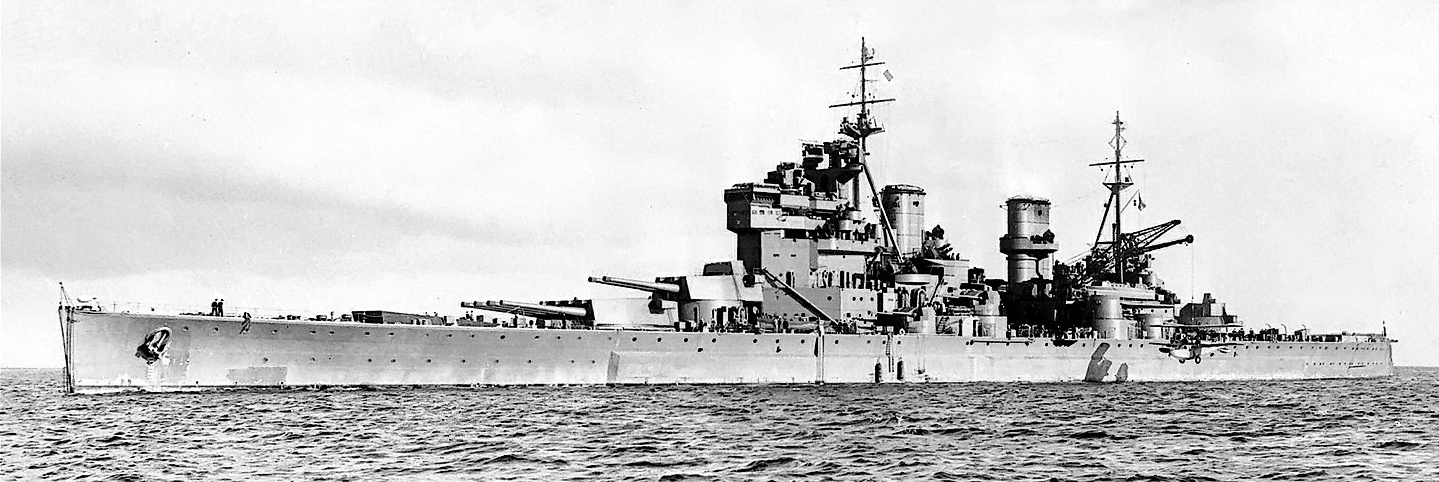

اچ‌ام‌اس پرنس ولز (انگلیسی: HMS Prince of Wales) یک نبردناو در نیروی دریایی پادشاهی بریتانیا بود که در طی غرق رزم‌ناوهای پرنس ولز و رپولس مورد هدف نیروی دریایی ژاپن قرار گرفت و غرق شد.